# Brady Ellison
Brady Ellison (* 27. Oktober 1988 in Glendale, Arizona) ist ein US-amerikanischer Bogenschütze. Ellison war in der Zeit vom August 2011 bis einschließlich März 2013 die Nummer eins der Weltrangliste. Kein anderer Schütze konnte sich über einen ähnlich langen Zeitraum ganz an der Spitze der Weltrangliste halten. Seit 2016 ist er mit der slowenischen Bogenschützin Toja Cerne verheiratet.

## Sportliche Erfolge
Im Jahr 2007 nahm Brady Ellison an den Panamerikanischen Spielen 2007 in Rio de Janeiro teil. Bei den Amerikaspielen holte er sich mit der US-amerikanischen Mannschaft die Goldmedaille. Bei seiner Teilnahme an den Olympischen Sommerspielen 2008 erreichte er in Peking einen zehnten Rang mit der Mannschaft und einen 27. Rang im Einzel. Die Panamerikanischen Spiele 2011 in Guadalajara waren für Ellison erfolgreich. Er konnte eine Goldmedaille sowohl im Einzel wie auch mit der Mannschaft erreichen. Bei den Olympischen Sommerspielen 2012 in London gewann er im Mannschaftswettbewerb zusammen mit Jacob Wukie und Jake Kaminski die Silbermedaille. Im Einzel erreichte er den 10. Rang. Bei den Olympischen Sommerspielen 2016 in Rio de Janeiro konnte er mit der US-amerikanischen Mannschaft erneut eine Silbermedaille gewinnen. Im Einzel konnte er den 3. Platz und damit die Bronzemedaille erringen. Bei den Olympischen Spielen 2024 in Paris gewann er sowohl Silber im Einzel als auch Bronze im Mixed. Im Einzel erreichte er das Finale gegen Kim Woo-jin, das er im Shoot-off verlor, weil sein Pfeil die Scheibe lediglich wenige Millimeter weiter weg von der Mitte traf als der Pfeil Kims. Mit Casey Kaufhold belegte er im Mixed den dritten Rang, nachdem die beiden im Halbfinale zunächst den Deutschen Florian Unruh und Michelle Kroppen mit 3:5 unterlegen waren, ehe sie im Duell um Bronze ihre indischen Gegner mit 6:2 bezwangen.
Neben den Medaillen bei den Olympischen Spielen und den Panamerikanischen Spielen war er auch bei anderen Turnieren erfolgreich. Ellison ist u. a.:
- Weltmeister im Bogenschießen (Antalya, 2013, Mannschaft und ’s-Hertogenbosch, 2019, Einzel)
- Weltmeister in der Halle (Rzeszów, 2009, Mannschaft und Las Vegas, 2012, Mannschaft)
- Weltmeister im Feldbogen (Zagreb, 2014, Einzel und Zagreb, 2014, Mannschaft und Dublin, 2016, Einzel und Dublin, 2016, Mannschaft)

Neben diesen Titeln mit dem Recurvebogen ist er auch mit dem Compoundbogen erfolgreich:
- Weltmeister im Feldbogen (Cortina d’Ampezzo, 2018, Einzel)